# Himiko (filme)
Himiko (japonês: 卑弥呼) é um filme japonês de 1974, dos gêneros drama e fantasia e dirigido por Masahiro Shinoda. Competiu no 27º Festival de Cinema de Cannes.

## Sinopse
O filme conta a história de vida de Himiko, uma imperatriz xamã japonesa do século III. É baseado em lendas e crenças japonesas.

## Prêmios
O filme competiu no Festival de Cinema de Cannes de 1974.